# Немудрый, Иван Константинович
Иван Константинович Немудрый (1911—1945) — сержант Рабоче-крестьянской Красной Армии, участник Великой Отечественной войны, Герой Советского Союза (1945).

## Биография
Иван Немудрый родился в 1911 году в селе Белая Глина (ныне — Белоглинский район Краснодарского края). В 1942 году был призван на службу в Рабоче-крестьянскую Красную Армию. С того же года — на фронтах Великой Отечественной войны.
К 1945 году сержант Иван Немудрый командовал орудием батареи истребительно-противотанкового артиллерийского полка 2-го Украинского фронта. Во время отражения одной из немецких контратак Немудрый со связкой гранат бросился под немецкий танк, ценой своей жизни уничтожив его.
Указом Президиума Верховного Совета СССР от 28 апреля 1945 года сержант Иван Немудрый посмертно был удостоен высокого звания Героя Советского Союза. Также был награждён орденом Ленина и медалью.